# Hypoponera truncata
Hypoponera truncata är en myrart som först beskrevs av Smith 1860.  Hypoponera truncata ingår i släktet Hypoponera och familjen myror. Inga underarter finns listade i Catalogue of Life.